# Dicliptera nasikensis
Dicliptera nasikensis är en akantusväxtart som beskrevs av P. Lakshminarasimhan och B.D. Sharma. Dicliptera nasikensis ingår i släktet Dicliptera och familjen akantusväxter. Inga underarter finns listade i Catalogue of Life.